# Aratinga labati
Aratinga labati foi uma espécie de papagaio da família Psittacidae. Foi endémica de Guadalupe.